# Guido Picelli
Guido Picelli (Parma, 9 ottobre 1889 – Algora, 5 gennaio 1937) è stato un politico, antifascista e militare italiano, animatore della resistenza armata di Parma alle milizie fasciste, nel 1922; caduto combattendo volontario nella guerra civile spagnola.

## Biografia

### La grande guerra
In gioventù lavorò come apprendista orologiaio ma ben presto scappò di casa per seguire una compagnia di guitti al cui seguito viaggiò in tutto il nord Italia. Recitò forse anche con Ermete Zacconi, il più noto attore dell'epoca.
Dopo aver aderito al Partito Socialista Italiano, allo scoppio della prima guerra mondiale assunse, inizialmente, posizioni neutraliste. Infine si arruolò in guerra come volontario della Croce Rossa Italiana finendo nel 112º Reggimento fanteria della 103ª Divisione fanteria "Piacenza" come sottotenente di complemento. Fu decorato con la medaglia di bronzo al valor militare e la medaglia di bronzo della Croce Rossa Italiana. In seguito decise di frequentare il corso ufficiali dell'Accademia militare di Modena.

### Gli anni di Parma e la lotta armata contro il fascismo

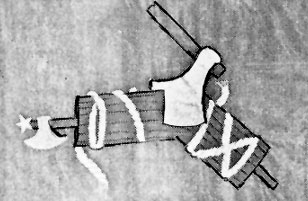
La bandiera degli Arditi del Popolo

Rientrato a Parma aderì alla sezione locale della «Lega proletaria mutilati, invalidi, reduci, orfani e vedove di guerra», un'emanazione del Partito Socialista Italiano, di cui nel 1919 divenne segretario.
Nel 1920 fondò le Guardie Rosse, organizzazione che non ebbe uno sviluppo rilevante e che fu maltollerata dal PSI parmense. L'azione più eclatante fu il tentativo di impedire la partenza di un treno che trasportava i "Granatieri di Sardegna" diretti in Albania, azione per la quale fu incarcerato.
Fu eletto alle elezioni politiche del 1921 con il PSI, favorito anche dal fatto che la locale federazione comunista aveva volutamente presentato in ritardo le liste elettorali per farsi escludere dalla tornata elettorale e favorire così alcuni candidati socialisti tra cui lo stesso Picelli.
Nella convinzione che lo scontro con le squadre fasciste avrebbe dovuto essere anche sul piano militare, nell'estate del 1921, dopo l'esperienza delle Guardie Rosse, Picelli costituì gli Arditi del Popolo nonostante la contrarietà della dirigenza del Partito Socialista Italiano e del Partito Comunista d'Italia. Il 27 settembre 1921, a seguito di una perquisizione nella propria casa, Picelli fu per breve tempo arrestato per detenzione abusiva di armi. Essendo deputato, fu scarcerato e sulla sua scheda parlamentare, alla voce relativa alla professione scrisse: "carcerato". Nei mesi seguenti Picelli fu arrestato ancora il 5 marzo 1922 e il 31 ottobre 1922 sempre con l'accusa di possesso illegale di armi ma scarcerato per mancata autorizzazione a procedere da parte della Camera.
Sotto la guida di Picelli la sinistra social-comunista riprese l'iniziativa politica tanto da far proclamare a Picelli il 1º maggio 1922:
(Guido Picelli il 1° maggio 1922)
Il 31 luglio 1922 fu proclamato dall'Alleanza del Lavoro lo sciopero legalitario in tutta Italia. Nella città di Parma Picelli, insieme al fratello Vittorio guidò un fronte unico antifascista (anarchici, comunisti, popolari, repubblicani e socialisti).
Il Partito Nazionale Fascista, dopo aver fatto fallire lo sciopero in tutta Italia, inviò Italo Balbo a Parma dove invece lo sciopero continuava. Italo Balbo arrivò a Parma il 4 agosto per studiare la situazione. Radunati gli squadristi delle provincie limitrofe la mattina del 4 agosto presso la stazione ferroviaria tentò un primo attacco contro il quartiere di Oltretorrente dove si erano asserragliati i socialisti.
L'assalto fu respinto e Balbo lanciò un ultimatum al prefetto Federico Fusco in base al quale se le forze armate non avessero ripreso il controllo del quartiere e si fossero fatte consegnare le armi sarebbe penetrato con le squadre d'azione. Il prefetto mosse l'esercito nell'Oltretorrente accolto festosamente dagli assediati dopo aver promesso che i fascisti avrebbero abbandonato il campo se fosse stato ripristinato l'ordine confiscando qualche arma.

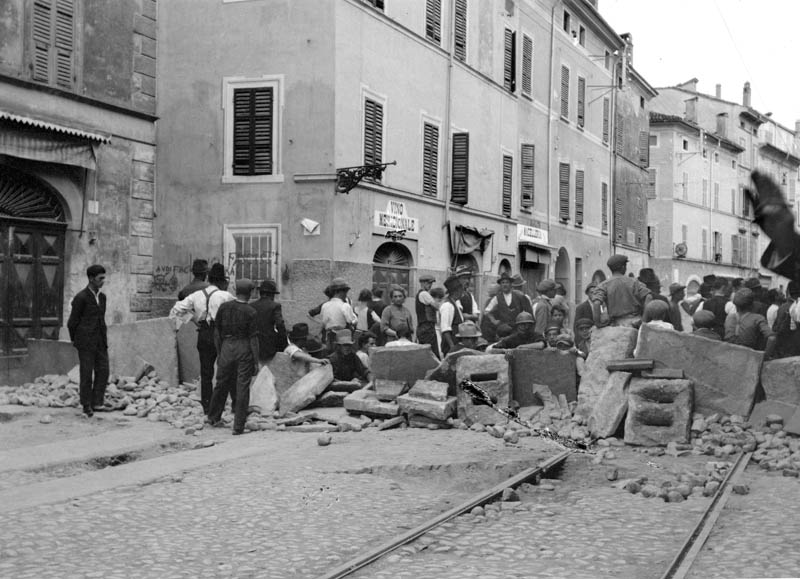
Erezione delle barricate in via Bixio con i lastroni del selciato

Balbo si irritò per la soluzione trovata e dichiarò di non riconoscerne più l'autorità e, dopo che il suo comando subì un fallito attentato, il giorno seguente guidò di persona un attacco a sorpresa riuscendo a varcare i ponti con la complicità dei soldati del "Novara" ma la strada gli fu sbarrata dall'esercito davanti alla chiesa di Santa Maria delle Grazie e Balbo che aveva ordine di non ingaggiare si fermò. Durante gli scontri nel rione Naviglio si distinse l'anarchico Antonio Cieri, che Picelli aveva nominato vicecomandante degli Arditi del popolo.
Lo stesso Balbo espresse ammirazione per i propri avversari e per Picelli:
(Italo Balbo il 4 agosto nel suo "Diario 1922")
A questo punto il Governo per sbloccare la situazione decise di destituire il prefetto e fu proclamato lo Stato d'assedio e i poteri conseguentemente passarono nelle mani dei militari. Balbo e le squadre d'azione quindi abbandonarono il campo
Il 14 dicembre 1922, dopo la Marcia su Roma, Picelli sciolse gli arditi del popolo e, sempre a Parma, creò i Gruppi segreti di azione o Soldati del popolo che operarono nei primi mesi del 1923.

### Attività parlamentare
Il 5 maggio 1923 Picelli e altri trentasei comunisti furono arrestati con l'accusa di aver organizzato un complotto contro i poteri dello Stato, si tratterebbe del controverso "complotto delle cappe nere" che portò alla decapitazione dei vertici comunisti parmensi. Per Picelli la Camera negò nuovamente l'autorizzazione a procedere.
Picelli abbandonò il PSI diventando di fatto il leader del Partito Comunista d'Italia del parmense, passaggio che formalizzò in Parlamento solo dopo le elezioni politiche del 1924. Per conto del partito girò tutta l'Italia, in particolare il Meridione, per mantenere i collegamenti con le strutture periferiche sfruttando i vantaggi dell'immunità parlamentare. Le elezioni del 1924 a Parma videro per la prima volta la partecipazione di una lista comunista che si unì con una parte di socialisti in "Unità Proletaria" e raccolsero il 3,6% complessivo nella provincia di Parma e il 9,8% in città contendendo nella sinistra il primato al Partito Socialista Unitario.
Il 1º maggio 1924, fu arrestato una quinta volta da parlamentare per aver esposto dal balcone della Camera dei deputati una grande bandiera rossa per protestare contro l'anticipazione, al 21 aprile, della Festa dei lavoratori. 
Dopo il rapimento e la scomparsa di Matteotti, Picelli prese parte alla secessione dell'Aventino (giugno 1924). A Roma subì più volte aggressioni da parte dei fascisti.

### Il confino

Picelli (primo a sinistra) durante il confino a Lipari

Nel novembre 1926, a seguito della promulgazione delle Leggi fascistissime, Picelli e gli altri deputati aventiniani furono dichiarati decaduti dal mandato parlamentare. Picelli fu arrestato e condannato a cinque anni di confino che scontò a Lampedusa e a Lipari, dopo sette mesi di carcere a Siracusa e Milazzo.
Dopo il rilascio dal confino di Dante Gorreri fu a quest'ultimo affidata la guida della federazione provinciale di Parma. A tale proposito il prefetto di Parma, sulla scorta di notizie tratte dal "Notiziario della colonia di Lipari", ritiene che Picelli avesse perso ascendente sui propri compagni per aver preteso per sé una quota maggiore del denaro che la moglie di Gorreri era riuscita ad introdurre nella colonia penale da destinare ai confinati e che quando si decise per protesta di non ritirare più le indennità giornaliere per i confinati dopo che erano state abbassate da 10 lire a 5 lire, Picelli si sarebbe ugualmente recato a riscuotere il pagamento facendo fallire la protesta.
Il 9 novembre 1931, fu liberato e da Roma, si trasferì a Milano con un nulla osta del capo della polizia Arturo Bocchini, dove si sposò con la compagna Paolina Rocchetti. Da Milano Picelli espatriò in Francia.

### Esilio in Francia e in Unione Sovietica
Nel marzo 1932 fuggì dall'Italia, aiutato da Soccorso Rosso,  un'organizzazione di stampo comunista. La moglie Paolina Rocchetti lo raggiunse in Francia. Qui tenne infuocati comizi tra gli esuli italiani, parlando più volte della resistenza di Parma. Nel luglio 1932 fu arrestato ed espulso dalla Francia. Si rifugiò prima in Belgio e, successivamente, in Unione Sovietica.
In Russia fu incaricato di insegnare "strategia militare" alla scuola Leninista Internazionale, l'università per i rivoluzionari di tutto il mondo. Svolse attività politica per il Comintern, tenne i contatti tra gli esuli italiani e collaborò a riviste politiche. Scrisse anche tre lavori teatrali che vennero rappresentati a Mosca tra i fuoriusciti e nelle fabbriche: "Le barricate di Parma", "Gramsci in carcere" e "La rivolta delle Asturie". Fu deluso dal comunismo stalinista, e dalle purghe staliniane tra le cui vittime erano anche molti comunisti italiani, tra i quali Dante Corneli, suo compagno di emigrazione, accusato di trotskismo e come tale rinchiuso nei campi di lavoro siberiano. Picelli rimase anche negativamente colpito da come lo stato russo trattava molti cittadini.
Sospettato anche lo stesso Picelli, nel marzo 1935 fu dapprima licenziato dalla scuola perdendo sia i buoni per acquistare i beni alimentari sia lo stipendio per pagare l'affitto infine fu inviato in fabbrica. Sentendosi in grave pericolo Picelli richiese l'intervento di Palmiro Togliatti con una lettera autografa del 9 marzo 1935, e custodita negli archivi del Comintern, in cui chiedeva sostegno contro l'umiliazione di ritornare in fabbrica. 
(Guido Picelli nella lettera inviata a Togliatti del 9 marzo 1935.)

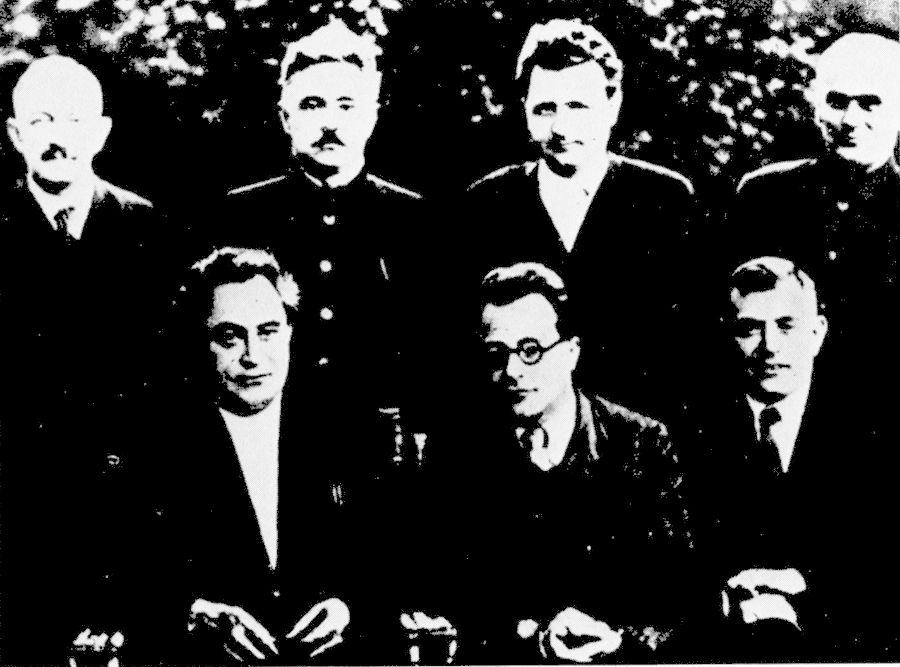
Palmiro Togliatti, il "compagno Ercoli" a una riunione del Comintern, Lione, 1926

Togliatti fece rispondere a Roasio di rientrare "per ora" nella fabbrica Kaganovic a Mosca ma qui il 17 gennaio 1936 subì ancora un processo all'interno della fabbrica con l'accusa di essere un "frazionista". Completamente isolato anche all'interno della fabbrica, con i propri compagni di lavoro che non gli rivolgevano più la parola, A Picelli venne chiesto dal Centro Estero del Partito Comunista d'Italia, che si trovava a Parigi,  un articolo sulla battaglia di Parma del 1922 che fu pubblicato nell'ottobre 1934 su "Lo Stato Operaio" rivista ufficiale del Partito. Nello stesso mese Picelli inoltre si rivolse nuovamente a Togliatti per chiarire la propria posizione e per sottolineare la propria opposizione ai compagni di partito sospetti di trotskismo:
(Guido Picelli nella lettera inviata a Togliatti nel gennaio 1936.)
Nel giugno del 1936, in un documento firmato da Stella Blagoeva (dirigente di primo piano dell'apparato del Comintern), Domenico Ciufoli e Antonio Roasio (dirigenti del Partito Comunista) si arriva alla conclusione che "il compagno Ferro Carlo (pseudonimo di Picelli) è politicamente buono, si orienta bene. È necessario dargli la possibilità di vivere in Urss come riserva del PCI e come cittadino sovietico", facendo in tal modo cadere ogni sospetto nei suoi confronti.

### Partecipazione alla guerra civile spagnola e morte

Bandiera del Partito Operaio di Unificazione Marxista (POUM)

Nel luglio 1936 scoppiò la guerra civile spagnola e Picelli chiese ufficialmente di poter uscire dall'Unione Sovietica, per combattere il franchismo. Nell'agosto del 1936 sottoscrisse il documento noto come appello ai "fratelli in camicia nera" pubblicato dal PCd'I. Contemporaneamente inviò anche una lettera agli amici parmensi in Francia, nella quale esprimeva il proprio desiderio di venire a battersi "nel Fronte Popolare contro il fascismo e contro la guerra", ma da "militante disciplinato" attendeva le disposizioni del Partito. Inoltre affermava la sua solidarietà con il Fronte popolare che "colle armi in pugno" difendeva la "Repubblica democratica spagnola", utilizzando formule in sintonia con la posizione espressa dall'Internazionale Comunista..
Dopo un permesso negato nel settembre 1936 le pressioni del dirigente del Komintern Manuilski e il visto di Togliatti fecero sì che a Picelli fosse accordato il permesso di uscire ma fu specificato che non avrebbe in alcun modo rappresentato il Comintern in Spagna.
Picelli lasciò l'URSS nell'ottobre del 1936 e raggiunse Parigi, dove prese contatto con Julián Gorkin del POUM, un partito comunista spagnolo antistalinista accusato di essere trotskista. Gorkin lo invitò a recarsi in Spagna per prendere il comando di un battaglione di miliziani del POUM.
Raggiunta Barcellona i dirigenti comunisti gli inviarono un suo amico, Ottavio Pastore con l'incarico di farlo desistere dall'assumere il comando di un battaglione del POUM. Ciononostante, preso contatto con Andrés Nin, pochi giorni dopo Picelli si arruolò e assunse il comando di una colonna di 500 volontari del IX battaglione delle Brigate Internazionali (cosiddetta "Colonna Picelli").
Picelli avrebbe dichiarato a Nin, prima di aderire alle Brigate Garibaldi, secondo una ricostruzione di Arrigo Petacco:
(Guido Picelli parlando con Andrés Nin)

Bandiera del Battaglione Garibaldi

Ad Albacete, Picelli addestrò i volontari della sua colonna per il fronte madrileno. Il 13 dicembre 1936, a seguito dell'accordo firmato a Parigi per la formazione di un'unica legione antifascista italiana sotto il patronato politico dei partiti socialista, comunista e repubblicano e con il concorso delle organizzazioni aderenti al comitato italiano pro Spagna, la Colonna Picelli fu inglobata nel Battaglione Garibaldi. Picelli vide in se stesso e nei volontari internazionali la realizzazione del sogno di vedere finalmente combattere per il fronte popolare antifascista, riavvicinandosi al Partito Comunista, come scrisse l'Avanti!, organo del PSI massimalista.
Picelli fu nominato vicecomandante del battaglione e della prima compagnia della formazione italiana. Il 1º gennaio 1937 al comando dell'intero Battaglione Garibaldi, conquistò Mirabueno, villaggio strategico sul fronte di Guadalajara, suscitando l'ammirazione del comandante in capo della 12ª Brigata, il generale Lukacs (l'ungherese Mate Zalka).
Quattro giorni dopo, il 5 gennaio 1937, a 47 anni, Picelli, fu colpito a morte da una raffica di mitragliatrice nemica durante un combattimento sul fronte di Mirabueno mentre tentava di posizionare una mitragliatrice. Il corpo fu quindi abbandonato e recuperato solo più tardi a causa del pericolo rappresentato dalla presenza di postazioni franchiste. La testimonianza di Anacleto Boccalatte, combattente e commissario politico della 1ª compagnia del "Garibaldi", rilasciata su un giornale nel 1938 e riportata dalla "Gazzetta di Parma", è la seguente: «Il 4 gennaio [1937] riprendemmo l’avanzata. Assieme al Battaglione polacco, marciammo alla conquista del Monte di San Cristobal. Su una piccola altura [El Matoral] – dopo qualche chilometro di marcia – sorprendemmo una compagnia di fascisti che si rifugiò nelle trincee costruite sulla cresta. Pacciardi ordinò al grosso delle truppe di fermarsi mentre la nostra prima sezione si trovava in un posto avanzato. Brevi secondi di riflessione: dovevamo proseguire o ritirarci? Noi ci trovavamo in basso; se il nemico fosse arrivato prima di noi sulle alture della colline, ci avrebbe falciati tutti con il fuoco delle sue mitragliatrici. Decidemmo di proseguire, costasse quello che costasse.  A marcia forzata, ci slanciammo all’attacco, e inviammo un agente di collegamento a Pacciardi per dirgli che facesse proseguire il grosso della truppa. Così fu fatto. Picelli, coraggioso e gagliardo come sempre, alla testa dei militi della nostra compagnia, ci guidava all’attacco ... Fu lui che ci fece rimarcare che su una cresta che dominava una parte delle alture dove ci trovavamo, vi era un nido di mitragliatrici. Dette subito l’ordine di piazzare una mitragliatrice pesante per non essere preso ai fianchi. Io e Picelli con tre o quattro volontari andammo a piazzare la mitragliatrice. Ma prima che ci raggiungesse il grosso della compagnia fummo scoperti e fatti segno a scariche nemiche. Picelli cadde colpito a morte. Accorsero i porta-feriti, ma le scariche di mitragliatrice impedirono il trasporto del nostro capitano. Fummo costretti a metterlo nella barella e attendere la notte per trasportare la sua salma. Così cadde Guido Picelli, eroe purissimo». Anche un soldato del Battaglione Garibaldi, Giovanni Bruno Passeri, di Casalmaggiore dichiarò di essere stato testimone oculare della morte in combattimento di Guido Picelli.
Il governo repubblicano spagnolo fece celebrare i funerali di stato a Barcellona, a Madrid e Valencia.

### Dubbi sulla versione ufficiale della morte di Picelli
Il comandante degli Arditi del Battaglione Garibaldi, Giorgio Braccialarghe, che aveva preso parte al recupero, in prima linea, della salma di Picelli, riferì: "La pallottola che l'ha fulminato, l'ha colpito alle spalle, all'altezza del cuore" e tale affermazione, già all'epoca, sembrò ventilare l'ipotesi che il parmense fosse stato colpito da "fuoco amico", anche se Braccialarghe precisò che ciò era dovuto al fatto che si era girato verso i suoi compagni esponendosi al fuoco nemico..
La dinamica del singolo colpo al cuore sparato alle spalle è stata ripresa anche da fonti più recenti che si sono chiesti se ciò potesse configurare l'ipotesi di "fuoco amico" casuale oppure premeditato.

In particolare, il regista Giancarlo Bocchi, dopo lunghe ricerche effettuate negli archivi sovietici e spagnoli, pur in mancanza di prove documentali attendibili, sposa l'ipotesi dell'omicidio politico premeditato, ritenendo la versione ufficiale sulla morte di Picelli "una versione costruita" a seguito di un ordine impartito da Mosca. La polizia segreta stalinista, infatti, si era già interessata di Picelli quando questi si trovava in URSS e, in Spagna, si stava occupando dell'eliminazione dei dissidenti. Secondo Bocchi, Anacleto Boccalatte, il testimone principale dell'uccisione del parmense, sarebbe stato  un agente che lavorava a stretto contatto con l'NKVD (Polizia segreta sovietica). Un altro combattente a Mirabueno, Antonio Eletto, anch'egli comunista, avrebbe inoltre dichiarato -secondo Bocchi -che in realtà, quel giorno, il reparto di Picelli non aveva a disposizione alcuna mitragliatrice, mettendo in crisi tutta la ricostruzione della meccanica dell'uccisione. Anche secondo l'opinione di Arrigo Petacco la morte di Picelli andrebbe attribuita ad emissari comunisti del Comintern  che, in seguito, si coprirono inserendo il combattente antifascista nell'albo dei caduti in battaglia.
Tale interpretazione, in circolazione già dagli anni '50, nell'ambito della propaganda politica legata al contesto della guerra fredda, non ha trovato finora alcuna prova documentale certa a suo sostegno. Per tale motivo finora non è accreditata dagli storici che si sono occupati con criteri scientifici della vicenda.

### Il ricordo
Durante la Resistenza venne formato in provincia di Parma il Battaglione Picelli, suddiviso in due formazioni, di cui una al comando di Dante Castellucci, dove combatté pure la compagna di Castellucci, Laura Seghettini.
In Friuli venne formata la divisione partigiana "Picelli-Tagliamento" e la 157ª Brigata Garibaldi "Guido Picelli". La città natale di Guido Picelli, Parma, gli ha intitolato una piazza così come altre numerose località, fra cui Bibbiano, in provincia di Reggio Emilia, Montechiarugolo, in provincia di Parma, Sorbolo, in provincia di Parma, Ferrara, Melito di Napoli.
In borgo Cocconi di Parma vi è una lapide dedicata a Picelli con su scritto
Un monumento a ricordo di Guido Picelli è stato inaugurato in Oltretorrente.

## Riferimenti nella cultura di massa
- Guido Picelli e la sua compagna sono i protagonisti del romanzo di Alberto Bevilacqua "Una città in amore", ambientato a Parma, dalla fine dell'Ottocento agli anni cinquanta del Novecento. Lo stesso Bevilacqua lo precisa nella nota finale del libro: «Il Guido del romanzo è Guido Picelli, una figura che potremmo definire simbolica rispetto a ciò che ha rappresentato Parma nel nostro secolo, ma nella proiezione mitica, fantastica, di coloro che videro e lottarono al suo fianco. Il Picelli così com'è ricordato ancora oggi in certi quartieri di Parma vecchia»[34].Alberto Bevilacqua ricorda Picelli anche nel suo film "Questa specie d'Amore", dove fa recitare Ugo Tognazzi nelle due parti di padre e figlio. Il padre è un vecchio partigiano e durante una manifestazione con comizio scopre una lapide dedicata alla memoria di Guido Picelli.
- "L'Oltrettorente", brano degli Atarassia Gröp pubblicato nel 2005, fa riferimento ai fatti di Parma e alla figura di Picelli.

## Onorificenze
Medaglia di bronzo al merito della Croce Rossa (servizi in zona di guerra)

## Filmografia
- Il ribelle di Giancarlo Bocchi[35]
- Si erano vestiti della festa (2012) a cura di Paolo Bertoletti  SPI CGIL Parma